# Cobra (Zug)

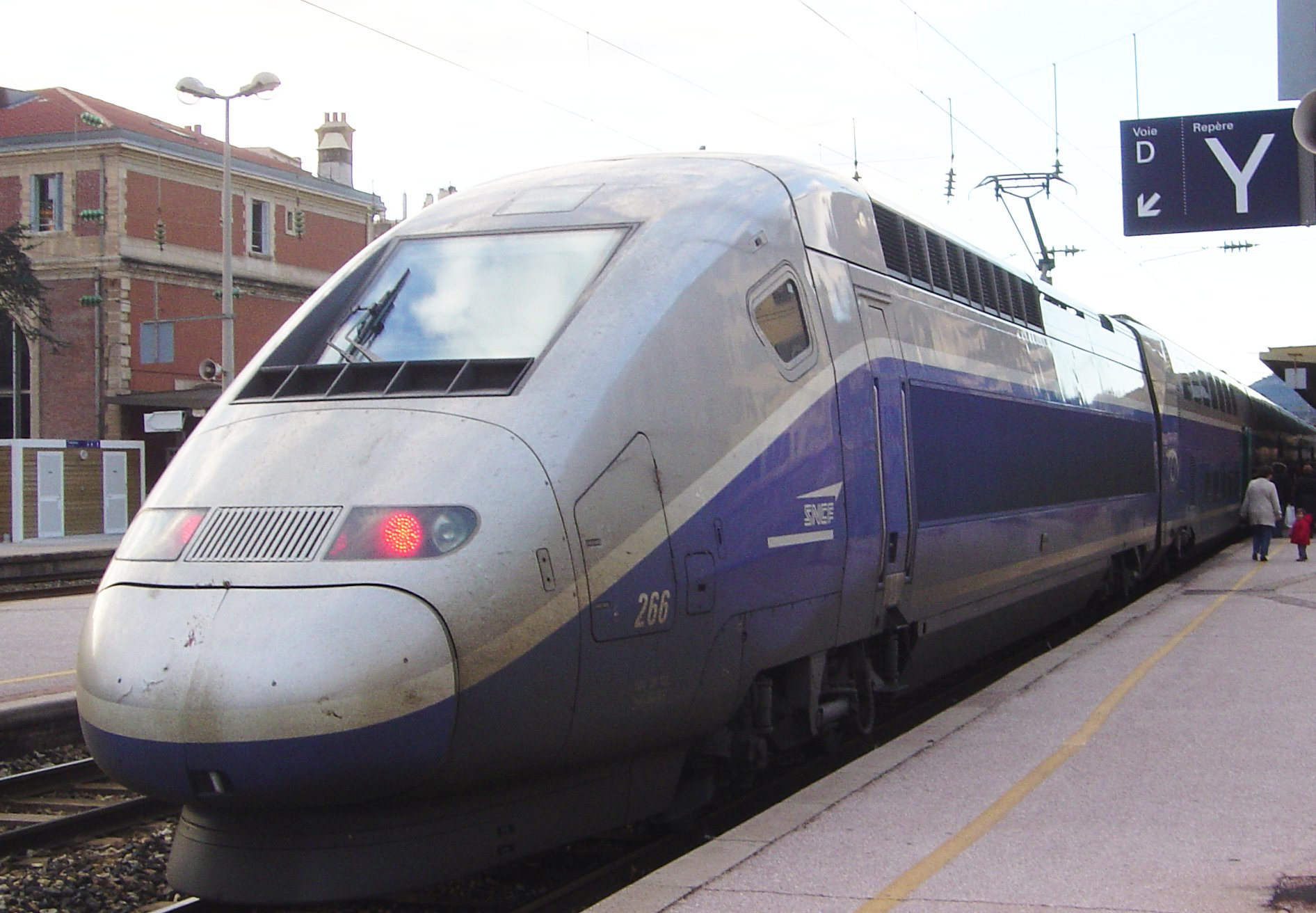
TGV-Duplex-Triebzug

Cobra (Projektname: TAVe) war ein geplantes Hochgeschwindigkeitszugsystem in Argentinien. Es sollte ursprünglich das erste System dieser Art auf dem südamerikanischen Kontinent sein und ab 2010 die drei größten Städte Argentiniens Buenos Aires, Rosario und Córdoba verbinden; der Bau verzögerte sich jedoch mehrmals. Das System sollte mit doppelstöckigen Triebzügen des Typs TGV Duplex betrieben werden, die Züge sollten Geschwindigkeiten bis 320 km/h erreichen.
Betreiber des Projekts war das Konsortium Veloxia, das aus dem französischen Unternehmen Alstom (verantwortlich für die Schienenfahrzeuge), dem spanischen Bauunternehmen Isolux und den argentinischen Iecsa und Emepa für zusätzliche Infrastruktur bestand.
2011 wurde das Projekt suspendiert. Im Dezember 2012 wurde das Projekt endgültig eingestellt.

## Streckenverlauf

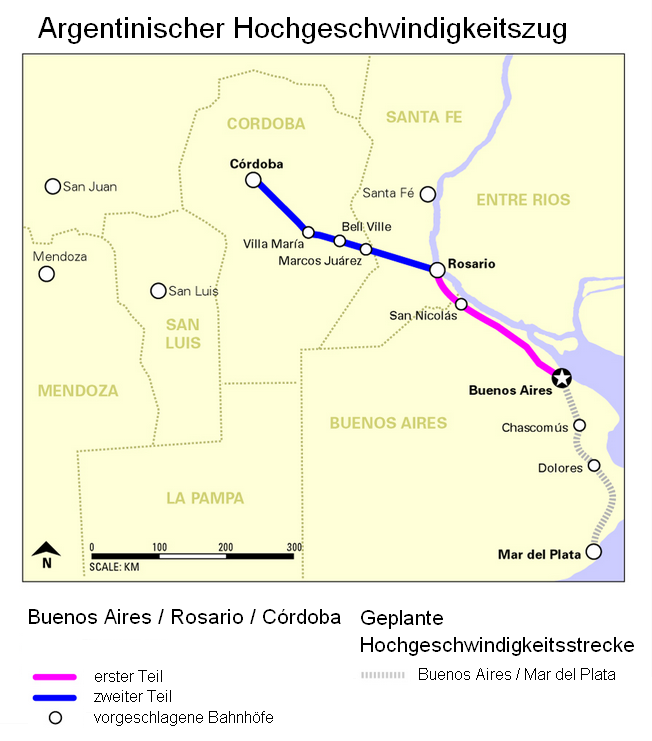
Karte des geplanten Streckenverlaufs

Die Züge sollten zwischen Buenos Aires und Rosario die bisherige Meterspurstrecke der Ferrocarril General Manuel Belgrano benutzen, die vollständig erneuert und Regelspur umgestellt werden sollte. Zwischen Rosario und Córdoba sollte die ebenfalls umzubauende Strecke der Ferrocarril General Bartolomé Mitre genutzt werden, die von Breit- auf Regelspur umgespurt werden sollte. Zwischen Buenos Aires und Rosario sollte die Strecke durchgehend zweigleisig, zwischen Rosario und Córdoba zunächst eingleisig sein.
Zugangsstellen
- Buenos Aires, Bahnhof Retiro
- San Nicolás de los Arroyos / Conesa
- Rosario
- Marcos Juárez
- Bell Ville
- Villa María
- Córdoba

Die Züge sollten in Buenos Aires vom Bahnhof Retiro aus verkehren, nach 85 Minuten Fahrtzeit Rosario (Bahnhof Ost) und nach weiteren 90 Minuten Córdoba (Bahnhof Mitre) erreichen.

## Geschichte und Projektverlauf
Bereits in der Regierungszeit von Carlos Menem wurde die Einrichtung eines Hochgeschwindigkeitszuges in Argentinien angekündigt, noch ohne konkrete Details, weshalb es oft als leeres Wahlkampfversprechen angesehen wurde. Ein erstes konkretes Projekt wurde Ende der 1990er Jahre für die wichtige, von Bussen viel befahrene Strecke zwischen Buenos Aires und Rosario vorgestellt. Es war ausschließlich privater Natur, Betreiber sollte Alstom gemeinsam mit der argentinischen Gesellschaft Trenes de Buenos Aires, die bereits den Vorortverkehr auf den Breitspurstrecken im Norden von Buenos Aires betrieb, sein. Wegen der Argentinien-Krise wurde das Projekt jedoch auf Eis gelegt und lange nicht in den Medien thematisiert, nur im Wahlkampf 2003 lebte es kurzzeitig wieder auf.
Die Vorstellung des Cobra, damals noch unter dem Projektnamen TAVe (Tren de Alta Velocidad) erfolgte dadurch relativ überraschend durch den damaligen Präsidenten Néstor Kirchner am 26. April 2006. Der Staat übernimmt dabei große Teile der Baukosten, zunächst sollte dafür ein Kredit bei Société Générale aufgenommen werden. Die Kosten wurden auf 1,32 Milliarden US-Dollar veranschlagt, infolge der Zinsen und anderer Zusatzkosten werden sie sich jedoch auf mindestens 3 Milliarden US-Dollar erhöhen.
Neben Alstom waren zu Beginn auch Siemens (mit seinem Velaro-Konzept) sowie einige kleinere Mitbewerber am Projekt interessiert. Dennoch war Alstom die einzige Gesellschaft, die einen konkreten Projektplan innerhalb der vom Staat gesetzten Frist vorstellte. Am 16. Januar 2008 unterschrieb Cristina Fernández de Kirchner das Dekret, das den Bau der Strecke endgültig festschrieb, nachdem es im Vorfeld zu einigen Verzögerungen gekommen war, die mit der Verfügbarkeit des Kredits zusammenhingen.
Wegen der Schwierigkeiten, die die Finanzgesellschaft Société Générale Anfang 2008 durchmachte, verzögerte sich das Projekt, bis im April mit der Bank Netaxis ein neuer Finanzier gefunden wurde. Am 29. April wurde der endgültige Vertrag unterzeichnet. Der Baubeginn sollte nach dem neuen Schema Anfang 2009 erfolgen, verzögerte sich jedoch durch die Finanzkrise ab 2007, die die Länderrisikoprämie Argentiniens ansteigen ließ und damit die Finanzierung stark verteuerte.

## Kritik
Häufig wurde in Argentinien Kritik am Projekt geübt, insbesondere von der politischen Opposition sowie den Organisationen Salvamos al Tren und Amigos del Ferrocarril al Servicio del País (Afesepa), die eine deutlich billigere Reaktivierung des Bestandsnetzes mit günstigen Fahrpreisen anstreben. So sagte der Sprecher von Afesepa dem Journalismusportal Sos Periodista, das Projekt sei ohne eine integrative Eisenbahnpolitik vergleichbar mit einer in ein neues Haus umgezogenen armen Familie, die statt Möbel als erstes einen Computer kaufen würde.
Der Fahrpreis der Cobra-Züge sollte höher als die bisher teuersten Buspreise liegen, angestrebt wurde ein Niveau zwischen Bus- und Flugpreis, weshalb viele Gegner, darunter die Zeitung La Nación, die als Sprachrohr der antiperonistischen Opposition gilt, ihn als Zug für Besserverdienende bezeichnen, zudem sei der Bau überteuert, da die Vorgabe von 1,32 Mrd. US-Dollar voraussichtlich bei weitem nicht eingehalten werden könne. Eine bessere Alternative wäre es nach Auffassung der Kritiker gewesen, wieder das konventionelle Eisenbahnnetz aufzubauen, da Hochgeschwindigkeitszüge auf der geplanten Strecke kaum Zeitvorteile vor Zügen mit einer Geschwindigkeit von etwa 130 km/h, die viel preisgünstiger zu realisieren seien, biete.